# Metalepta degandii
Metalepta degandii is een keversoort uit de familie van de bladkevers (Chrysomelidae). De wetenschappelijke naam van de soort werd in 1961 gepubliceerd door Joseph Sugar Baly.